# Relation (高垣彩陽のアルバム)
『relation』（リレーション）は、高垣彩陽のオリジナルアルバム。2013年4月17日にMusicRay'nから発売された。

## 概要
自身初となるオリジナルアルバムで、「繋がり」をテーマしている。販売形態は初回限定盤と通常盤の2種リリースで、前者には「ソプラノ」のPVと本作のメイキングを収録したDVDが同梱されている。ジャケットはデザイナーのアイディアで、「繋がり」を映像で表現するのに適したパッチワークが採用された。衣装はパッチワークと白の2種類が用意され、同時にメイクのアイディアでパッチワークを意識した付け爪も施されている。
新曲のテーマは「周りから見た高垣彩陽」で、内「ソプラノ」、「夢のとなり」、「Bright」の3曲が、以前から楽曲の制作を切望していた石川智晶、UNISON SQUARE GARDENの田淵智也、後藤望友が参加している。なお曲順は一歩間違えれば品質にばらつきが出る可能性もあったため、自分が納得するまで試行錯誤したという。
タイトルの「relation」は、ミュージカル『ZANNA』のリハーサル中に英語が堪能な人物が何人かいたこともあり、タイアップ作品や制作に携わった人に感謝を込めて付けられた。
これまでに発売されたシングル収録のカップリングで、オリジナル曲（非カバー曲）で収録されていないのは、3rdシングル「たからもの」収録の「All around me」、5thシングル「月のなみだ」収録の「名もない花」の二曲。シングル収録のカップリングカバー曲は、この作品の後に発売されたミニアルバム『melodia 2』に収録されるため本作では未収録。

## ツアー
本アルバムを引っ提げたライブツアー『高垣彩陽 2ndコンサートツアー2013 〜relation of colors〜』が、2013年4月27日から6月1日まで栃木県総合文化センター、グランキューブ大阪、日本特殊陶業市民会館、パシフィコ横浜、舞浜アンフィシアターの5会場で開催された。パシフィコ横浜公演の模様を収録したBlu-ray DiscおよびDVDが、高垣の2作目のライブ映像作品として2014年1月29日にMusicRay'nから発売された。

## 収録曲
1. overture [1:35][1]
作曲・編曲：後藤望友
2. ソプラノ [5:04][1]
作詞・作曲：石川智晶、編曲：土屋学
高垣曰く「幻想的で希望に満ちた曲」で[8]、PVではビーズのカーテンが登場している。
3. Meteor Light [4:37][1]
作詞：mavie、作曲・編曲：藤田淳平（Elements Garden）
テレビアニメ『戦姫絶唱シンフォギア』エンディングテーマ
4. 光のフィルメント [4:50][1]
作詞：riya、作曲・編曲：菊地創
テレビアニメ『伝説の勇者の伝説』後期エンディングテーマ
5. 共鳴のうた [4:15][1]
作詞：唐沢美帆、作曲・編曲：加藤裕介
ライブを意識して書かれた[7]。
6. Be with you [4:50][1]
作詞：板橋カナオ・飯田清澄、作曲：飯田清澄、編曲：齋藤真也
7. Brand New Smile [4:17][1]
作詞：mavie、作曲・編曲：黒須克彦
8. 月のなみだ [5:53][1]
作詞：岩里祐穂、作曲：植松伸夫、編曲：成田勤
PSPゲーム『十三支演義 〜偃月三国伝〜』オープニングテーマ
9. Sound Of Mind [4:33][1]
作詞：唐沢美帆、作曲・編曲：田尻知之・本澤尚之
10. 君がいる場所 [4:21][1]
作詞：中山真斗（Elements Garden）、作曲・編曲：藤田淳平（Elements Garden）
テレビアニメ『世紀末オカルト学院』エンディングテーマ
11. Bright [4:54][1]
作詞：渡辺マナミ、作曲・編曲：後藤望友
12. 夢のとなり [5:58][1]
作詞・作曲：田淵智也、編曲：黒須克彦
13. たからもの [4:46][1]
作詞：mavie、作曲・編曲：末光篤
スマートフォン配信ドラマ『春休みの恋人』劇中歌
14. わたしだけの空 [4:23][1]
作詞：mavie・高垣彩陽、作曲：聖司、編曲：木村篤史
今でこそ最後に収録されているが、当初の案は最後ではなかった。しかし高垣は1stシングル「君がいる場所」のカップリングである「わたしだけの空」が自分の原点で、当曲を最後にしたいという思惑があったため、スタッフに頼み込んで最後にするようお願いしたという[7]。

DVD（初回限定盤のみ）
1. ソプラノ（Music Clip）
2. 「relation」メイキング映像

## 演奏
- 高垣彩陽
  - Vocal
  - Background Vocals (#2.3.5-10.12.13.14)
- 後藤望友、樗木太一：All Instruments & Programming (#1.11)
- 土屋学：Keyboards & Programming (#2)
- 関淳二郎：Electric Guitar, Acoustic Guitar (#2)
- 石川智晶：Background Vocals (#2)
- 藤田淳平：Keyboards & Programming (#3.10)
- 鈴木マサキ：Guitars (#3)
- 加藤裕介：All Instruments & Programming (#5)
- 齋藤真也：Keyboards & Programming (#6)
- 海老沢祐也：Guitars (#6)
- mao：Background Vocals (#6.10)
- 山本陽介：Guitars (#7.12)
- 黒須克彦：Bass & Programming (#7.12)
- 成田勤：Synthesizer Programming (#8)
- 賈鵬芳：二胡 (#8)
- 王明君：苗子 (#8)
- 田尻知之、本澤尚之：All Instruments & Programming (#9)
- 飯室博：Guitars (#10)
- 室屋光一郎：Violin (#10)
- 髭白健：Drums (#12)
- しほり：Background Vocals (#12)
- 末光篤：Piano, Background Vocals (#13)
- 鈴木俊介：Guitars, Background Vocals (#13)
- スティング宮本：Bass, Background Vocals (#13)
- 柏倉隆史 (toe, the HIATUS)：Drums, Background Vocals (#13)
- 石井佑佳：Background Vocals (#13)
- 雨宮麻未子、関口将史、鈴木慶子：Violin (#13)
- 島田玲：Viola (#13)
- 木村篤史：All Instruments & Programming, Background Vocals (#14)